# Irisarri
Irisarri  (en francès i oficialment Irissarry), és una comuna de la Nafarroa Beherea (Baixa Navarra), un dels set territoris que formen el País Basc, al departament dels Pirineus Atlàntics i a la regió de la Nova Aquitània. Limita amb les comunes d'Heleta al nord, Ortzaize a l'oest, Iholdi i Suhuskune a l'est.

## Demografia
| 1896 | 1901 | 1962 | 1968 | 1975 | 1982 | 1990 | 1999 |
| --- | ---- | ---- | ---- | ---- | ---- | ---- | ---- |
| 1120 | 1123 | 827  | 749  | 761  | 756  | 751  | 728  |
| A partir de 1962, el cens té en compte la població resident definida com a "Population sans doubles comptes" per l'INSEE |      |      |      |      |      |      |      |